# Ilário Marques
José Ilário Gonçalves Marques (Quixadá, 13 de janeiro de 1961) é um advogado e político brasileiro filiado ao Partido dos Trabalhadores (PT) desde 1982. Já foi deputado estadual, deputado federal e prefeito de Quixadá por quatro mandatos, além de presidente estadual do Partido. Atualmente, é presidente municipal do PT Quixadá e Secretário de Assuntos Federativos da Presidência da República, vinculado á Secretaria de Relações Institucionais do Governo Federal.

## Biografia
Ilário Marques nasceu em Quixadá em 13 de janeiro de 1961. É um dos sete filhos de José Marques da Silva, conhecido como "Dedé Preto" (1921-2002) e de Maura Gonçalves Marques, conhecida como "Dona Maura" (1928-2024). É casado com a psicóloga e ex-deputada estadual Rachel Marques, é pai da advogada Maíra Marques e do professor da Universidade Federal do ABC Victor Marques, e avô de Sofia e Maria Cecília. Iniciou sua vida estudantil, em 1968, na Escola Pública José Jucá, concluindo seus estudos secundários no Colégio Estadual Coronel Virgílio Távora de Quixadá. Em 1976, transferiu-se para Fortaleza para cursar Direito na Universidade Federal do Ceará (UFC), graduando-se em Ciências Jurídicas e Sociais. Engajou-se no movimento estudantil, sendo eleito presidente do Centro Acadêmico Clóvis Beviláqua da própria universidade, em 1981. Como advogado, atuou diretamente em sindicatos de trabalhadores e associações comunitárias. Sua militância política teve continuidade com sua filiação no Partido dos Trabalhadores (PT) em 1982.

## Carreira política
Como consequência de seu trabalho em prol dos mais necessitados, foi eleito Deputado Estadual em 1986, com apenas 25 anos, com 6.086 votos, sendo um dos primeiros parlamentares do partido no estado, juntamente com João Alfredo, também eleito na ocasião. Em seu primeiro mandato, foi membro da mesa diretora da Assembleia e atuou na Constituinte Estadual. Neste período, também exerceu a presidência regional do PT. Em 1990, foi candidato á reeleição e obteve 7.852 votos, acabou não sendo eleito, mas ficando entre os primeiros suplentes da coligação.

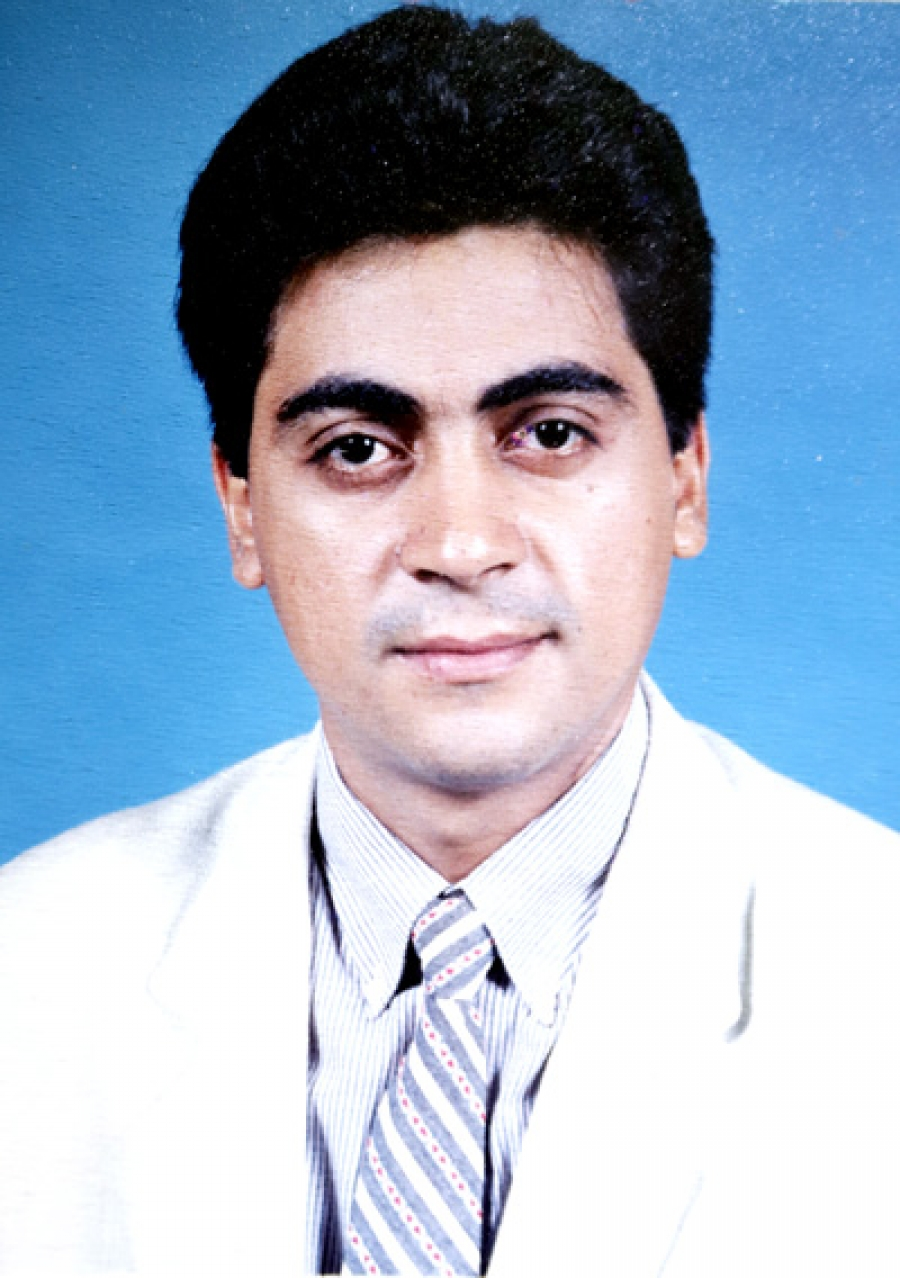
Foto de Ilário Marques como Deputado Consituinte do Ceará (1987-1990)

Em 1992, foi eleito pela primeira vez prefeito de Quixadá, obtendo 11.699 votos (39,51%), uma margem apertada em relação ao 2º colocado, o ex-prefeito Aziz Baquit (então no PMDB), com 11.235 sufrágios (37,94%), assim substituía as tradicionais famílias políticas que comandavam a cidade. Governou-a entre 1993 e 1996. Sua primeira gestão foi marcada por investimentos sociais, como a criação do Programa Saúde da Família (embrião que seria modelo para todo o Brasil, em prefeituras e até pelo então presidente Fernando Henrique Cardoso, do PSDB), a construção dos condomínios de habitação popular, e iniciativas de geração de emprego e renda, reconhecidas pelo Prêmio Nacional da Fundação Ford. Como ainda não havia a possibilidade de concorrer á reeleição, implementado oficialmente em 1997, Ilário lançou como candidatos á sucessão, Fernando Barros á prefeito e Odorico Monteiro para vice, em chapa puro sangue (membros de um mesmo partido), obtendo 14.006 votos (44,03%) e sendo derrotados por Dr. Francisco Mesquita (então PSDB), que conquistou novo período no executivo, pois havia sido prefeito em 1988 pelo PDT. 
Em 1998, conquistou novo mandato no parlamento estadual, com 22.338 votos, sendo um dos três eleitos pela legenda (além de Ilário, João Alfredo foi reeleito e Artur Bruno estreou na casa legislativa) e onde ocupou o cargo de terceiro secretário na mesa diretora da Assembleia. Já em 2000, é eleito novamente à chefia do Executivo quixadaense, com maior votação proporcional de sua carreira (19.973 votos - 63,48% dos votos válidos), derrotando na ocasião Regina Amorim (PSDB), candidata do então prefeito Dr. Mesquita, e se reelege em 2004, com 20.180 votos (55,99% dos votos válidos), derrotando o também tucano José Nilson Gomes. Ilário é o único prefeito reeleito na história da cidade, ou seja, democraticamente eleito por mais de um mandato. Durante sua administração, as desigualdades sociais foram combatidas e a qualidade de vida da população melhorou. Foram construídas as "Escolas Modelo", os polos de lazer em bairros populares, novos Postos de Saúde, a participação popular e de forma ativa através do projeto itinerante "Prefeitura com Você" e outros serviços públicos com grandes avanços. Quixadá, em seu governo, foi a primeira cidade do Ceará, a implantar integralmente o Piso Nacional dos Professores. Sua esposa, Rachel Marques, se candidata ao legislativo estadual, tornando-se suplente em 2002 (assumindo cadeira em 2005), seria eleita por 2 mandatos (2007-2010 e 2011-2014) e suplente em 2014 (assumindo novamente em 2016 até 2018). 
Em 2006, foi coordenador da campanha de Lula á reeleição de presidente no Ceará. Durante viagem de helicóptero para realizar a campanha Lula/Cid Gomes na região do Cariri, em 20 de setembro, sofreu acidente, perdendo o movimento das pernas por alguns meses, e o obrigando a pedir licença da prefeitura, só retornando ao cargo em 2007. Em dezembro de 2007, Ilário foi eleito para assumir a presidência regional do PT cearense para um mandato de dois anos. Em 2008, Ilário é agraciado com a Medalha Junot Carneiro, concedida pela Câmara de Dirigentes Lojistas (CDL-Quixadá), que representa a mais elevada e digna condecoração emanada pela entidade, a personalidades que marcam a história do município e que prestam relevantes serviços ao Município. Ainda em 2008, Ilário consegue fazer seu sucessor na prefeitura, o médico Rômulo Carneiro, então filiado ao PT, eleito com 20.180 votos (55,74% dos votos válidos), derrotando novamente José Nilson. Eleito para prosseguir a gestão municipal tendo PT á frente, Rômulo romperia aliança em 2011, deixando o partido em seguida. 
Em 2010, foi candidato a deputado federal pelo PT, mas não obteve sucesso. Por ser enquadrado na Lei Ficha Limpa, Ilário Marques não teve os 58.156 votos validados pela Justiça Eleitoral. No entanto, mesmo que o STF tenha validado a votação dos candidatos em 2010, a votação de Ilário Marques não seria suficiente para ser eleito, ficando na suplência.  Em 05 de abril de 2013 tomou posse como deputado federal, na vaga deixada pelo deputado Domingos Neto (PSB-CE). Assim, a bancada do PT passou a contar com 89 parlamentares, a maior da Câmara. Ficou no posto de deputado até 27 de agosto do mesmo ano.
Em 2012 é mais uma vez candidato a prefeito de Quixadá, mas acaba derrotado pelo seu oponente, João Hudson (João da Sapataria), então filiado ao PRB. Termina a eleição com 19.912 votos. Já em 2016, volta a ser candidato a prefeito de Quixadá, se alia ao Deputado Osmar Baquit e obtém sucesso, vencendo a eleição contra o médico Ricardo Silveira, então filiado ao PMDB, com 56,94% dos votos válidos (25.469 votos), uma diferença de mais de 6 mil votos. É a quarta vez que Ilário assume o Paço Municipal quixadaense.
A partir de sua posse em 2017, inova a prestação de contas das obras e parcerias de sua administração, com lives periódicas em suas redes sociais oficiais e com um Programa denominado "Alô Prefeito", exibida em uma rádio local vinculada a Diocese de Quixadá, permitindo a interação direta do Prefeito com a população por telefone e pelas próprias redes sociais. Em seu quarto governo, encontrou o município em profundo descaso e abandono, suja e deteriorada, chegando a decretar estado de calamidade financeira. A partir daí, com muito esforço e equipe, recuperou a autonomia do município, reorganizou as contas públicas e realizou várias obras, tanto com recursos próprios, quanto com a parceria do Governo do Estado. Como exemplo, cita-se as estradas de Dom Maurício e Custódio, a vinda do BPRAIO na cidade e região, base do CIOPAER com helicóptero, Quartel do Corpo de Bombeiros, instalação do Curso de Medicina, Areninha, Praça Mais Infância, Brinquedopraça, entrega de 1.454 casas do programa "Minha Casa Minha Vida" formando um novo bairro - Residencial Rachel de Queiroz, construção e reforma de postos de saúde, escolas, ruas e avenidas, projetos inovadores para a juventude, dentre outros.
Em 23 de Junho de 2020, realizada por plenária virtual, em virtude da pandemia do coronavírus SARS-CoV-2 (causador da COVID-19), foi lançada a pré-candidatura de Ilário Marques á reeleição do executivo municipal, pela aliança PT/PDT que foi renovada no âmbito da mesma. Contou com as presenças do Deputado estadual Osmar Baquit (PDT) e da primeira dama de Quixadá Rachel Marques, e com participações de pré-candidatos a vereador e aliados em Home Office. Na ocasião, o petista agradeceu o apoio das lideranças e da população presente no canal do Youtube, elencou fatos importantes desde o seu regresso à prefeitura em 2017 e afirmou que continuará "lutando pelo crescimento" da cidade, com a nova união política entre Ilário, Osmar e o governador Camilo Santana.
Em 13 de Setembro, também por meios virtuais, realizou-se a convenção partidária da aliança, ao qual reafirmou a pré-candidatura de Ilário a reeleição e anunciou o nome de Pedro Baquit (PDT) como seu vice. Segundo a plataforma DivulgaCand do TSE, a coligação de Ilário e Pedro foi nomeada como "O Trabalho Não Pode Parar", tendo apoio de quatro partidos (PT, PDT, DEM e Republicanos), com apoio informal do PSOL e recebendo apoio de vários candidatos a vereador de outras siglas, aliadas a outros candidatos a prefeito. Além de Ilário, concorrem ao pleito Cezar Augusto (MDB), Cícero Freitas (REDE), Sérgio Onofre (Cidadania / Agora é a vez do povo: Cidadania, Podemos) e Ricardo Silveira (PSD / Quixadá livre para crescer: PSD, PSB, PTB, PTC, PL, PSL, Patriota, Avante). Em 15 de Novembro, acaba sendo derrotado da eleição, obtendo 19.428 votos (equivalente a 42,99% dos votos válidos), contra 22.807 votos (50,47%) de Ricardo Silveira, do PSD. Sérgio Onofre (Cidadania) ficou em 3º e obteve 1.892 votos (4,19%), Cezar Augusto (MDB) com 756 votos (1,67%) e Cícero Freitas (REDE) obteve 308 votos (0,68%).
Depois de quase um ano fora da política eleitoral, mesmo participando neste período ativamente na reorganização do PT municipal e de movimentos nacionais como o impeachment de Jair Bolsonaro, em 20 de Outubro de 2021, foi nomeado pelo governador Camilo Santana e publicado no Diário Oficial do Estado (DOE), para atuar como Secretário Executivo de Políticas sobre Drogas, vinculada a Secretaria de Proteção Social, Justiça, Cidadania, Mulheres e Direitos Humanos (SPS). Posteriormente, deixou a pasta estadual e comandou a Secretaria de Direitos Humanos e Desenvolvimento Social (SDHDS), na gestão do Prefeito de Fortaleza, José Sarto (PDT). Nomeado em 07 de Janeiro de 2022 através da costura do governador Camilo Santana para reforçar a aliança estadual entre PT e PDT, substituiu o então titular Cláudio Pinho, ex-prefeito de São Gonçalo do Amarante, que viria ser eleito deputado estadual em 2022. Desempenhou a função por quase um ano na pasta, desenvolvendo programas novos e dando andamento aos que já estavam em execução. Em 03 de Janeiro de 2023, deixou a pasta municipal e agradeceu ao Prefeito Sarto e a equipe de trabalho pela oportunidade de contribuir na área.
Em 2022, enquanto secretário municipal em Fortaleza, Ilário atuou como coordenador das campanhas petistas no Ceará, em especial em Quixadá e na região do Sertão Central cearense, realizando atos públicos de campanha e transmissões ao vivo pelas redes sociais no 1º e 2º turnos, com participação de lideranças políticas. A nível municipal, os então candidatos Lula (presidente) e Camilo (Senador) obtiveram mais de 60% dos votos válidos no 1º sufrágio (62,99% - 29.780 votos; e 68,57% - 28.845 votos respectivamente), enquanto Elmano (candidato ao governo estadual) foi escolhido com 24.487 votos (54,42% dos votos válidos). Já no 2º turno, Lula recebeu 30.241 votos (64,32% dos votos válidos), superando a própria marca de votos recebidos no 1°. Nacionalmente, Lula derrotou o então candidato á reeleição Jair Bolsonaro (PL). Com as vitórias e as posses de Lula e Elmano efetivadas e a posterior saída da Secretaria municipal, Ilário vislumbrou a oportunidade de atuar diretamente com o novo presidente e ser uma ponte de diálogo com outros poderes.
Em 27 de Abril de 2023, Ilário foi nomeado Secretário de Assuntos Federativos da Presidência da República. O anúncio foi feito pelas redes sociais do próprio ministro-chefe da Secretaria de Relações Institucionais Alexandre Padilha. Representa a vinda de mais um cearense a uma pasta representativa no Governo Federal, gerido pelo Presidente Luiz Inácio Lula da Silva, o qual é partidário e amigo de longa data. Segundo Padilha, a pasta recriada pelo Presidente Lula "tem como objetivo diálogo permanente com os prefeitos e governadores do Brasil."

### Outros acontecimentos
Em 16 de agosto de 2018, Ilário Marques é afastado do cargo por 180 dias por determinação do Ministério Público do Ceará, aceito pelo desembargador do TJCE Francisco Lincoln Araújo e Silva, durante a operação "Fiel da Balança", que segundo nota do MPCE, "tem objetivo de combater crimes de falsidade e desvio de verba pública do serviço de coleta de resíduos sólidos de Quixadá." Ilário disse, em nota publicada em sua rede social, ser uma "narrativa maldosa e irresponsável do empresário Ernani Teles Castro Junior", proprietário do aterro particular. Disse também ser acusação "improcedente, leviana e sem lastro probatório". Assim, assumiu João Paulo (PEN) á cadeira de prefeito, ficando no cargo por exatos 100 dias. Já em 23 de novembro, o mesmo desembargador, reconsiderou sua decisão de afastamento e determinou a volta de Ilário ao cargo. “Em que pese a gravidade das acusações contra o agravante, enquanto prefeito municipal, não há evidências, até o momento, de que sua manutenção no cargo prejudicaria as investigações que ainda estão em curso sob comando do Ministério Público Estadual”, expõe, em sua decisão, o desembargador, no que Ilário reassume de imediato.
Durante vários anos (e atualmente, crescentemente), algumas rádios e blogs locais tentam manchar a honra e imagem de Ilário, colocando em dúvida seu trabalho e idoneidade com a coisa pública, apelando muitas vezes ao baixo nível e as chamadas Fake News. Como exemplo, ao decorrer da campanha de 2012, tentaram associá-lo como "Ficha Suja" (que não poderia concorrer por ter sido enquadrado na Lei Ficha Limpa por desvios de conduta), sendo um dos fatores que propiciou João Hudson ser eleito naquele ano. Esses atos foram revistos pelo STF e Ilário, inocentado anos mais tarde. Ilário retorna a prefeitura pelo voto popular em 2016, depois do desastre administrativo que "João da Sapataria" representou.

### Desempenho em eleições
| Ano  | Eleição              | Candidato a       | Partido | Coligação                                                          | Suplentes/Vice            | Votos  | Porcentagem | Resultado  |
| ---- | -------------------- | ----------------- | ------- | ------------------------------------------------------------------ | ------------------------- | ------ | ----------- | ---------- |
| 1986 | Estadual do Ceará    | Deputado estadual | PT      | PT/PSB                                                             | —                         | 6.086  | —           | Eleito     |
| 1990 | Estadual do Ceará    | Deputado estadual | PT      | PT/PSB/PCdoB/PCB                                                   | —                         | 7.852  | —           | Suplente   |
| 1992 | Municipal de Quixadá | Prefeito          | PT      | Novo Tempo (PT, PSDB)                                              | Profª. Júlia Tavares (PT) | 11.699 | 39,50%      | Eleito     |
| 1998 | Estadual do Ceará    | Deputado estadual | PT      | PT/PCdoB/PSB/PCB/PV                                                | —                         | 22.338 | —           | Eleito     |
| 2000 | Municipal de Quixadá | Prefeito          | PT      | Novo Amanhecer (PT, PDT, PCdoB, PMDB, PPB)                         | Henrique Rabelo (PDT)     | 19.973 | 63,48%      | Eleito     |
| 2004 | Municipal de Quixadá | Prefeito          | PT      | Quixadá de Todos (PT, PMDB, PL, PPS, PV, PCdoB)                    | Cristiano Góes (PT)       | 20.180 | 55,99%      | Reeleito   |
| 2010 | Estadual do Ceará    | Deputado federal  | PT      | PRB/PDT/PT/PMDB/PSC/PSB/PCdoB                                      | —                         | 58.156 | —           | Suplente   |
| 2012 | Municipal de Quixadá | Prefeito          | PT      | Todos Por Quixadá (PT, PSC, PR, PCdoB)                             | Airton Buriti (PT)        | 19.912 | 45,40%      | Não eleito |
| 2016 | Municipal de Quixadá | Prefeito          | PT      | Mais Quixadá (PT, PEN, PTB, PSL, PRTB, PTC, PPL, PSD, PCdoB, PROS) | João Paulo (PEN)          | 25.469 | 56,94%      | Eleito     |
| 2020 | Municipal de Quixadá | Prefeito          | PT      | O Trabalho Não Pode Parar (PT, PDT, DEM, Republicanos)             | Pedro Baquit (PDT)        | 19.428 | 42,99%      | Não Eleito |